# Fille Fromén

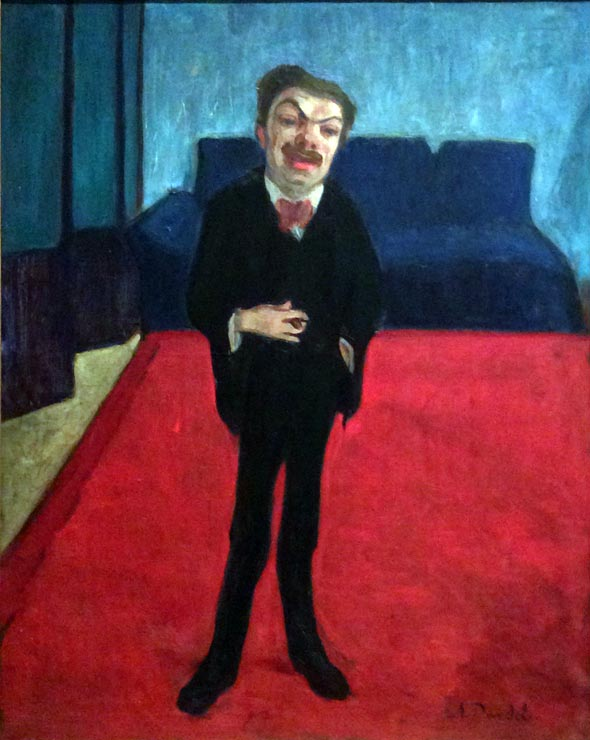
Fille Fromén tolkad av Nils Dardel.

Waldemar Philippus (Fille) Fromén, född 19 juni 1882 i Kalmar, död 3 februari 1927 i Kalmar, var en svensk målare.      
Han var son till sjökaptenen Vilhelm Theodor Fromén och Mathilda Jonsson. Fromén studerade vid Althins målarskola i Stockholm 1906 och vid Konstakademin året efter. Därefter sökte han och Ivan Hoflund sig till Köpenhamn för att studera konst. Han bosatte sig i Kalmar 1916 och blev staden trogen fram till sin död med undantag av de korta perioder han var på Öland för att måla där. Fromén var puckelryggig och uppvisade ett karaktäristiskt utseende, vilket medförde att hans akademikamrater ofta använde honom som modell i sina verk. Hans konst består av ett stort antal målningar med motiv från Öland och Kalmartrakten. Fromén är representerad vid Kalmar museum och Gustav V:s samling. 
En minnesutställning med Froméns konst visades på Kalmar museum 1951. Han är begravd på Norra kyrkogården i Kalmar.

### Fotnoter
1. ↑  ”Kalmar konstmuseum”. Arkiverad från originalet den 2 december 2017. https://web.archive.org/web/20171202052920/http://konstdatabas.designarkivet.se/index.php/Detail/Object/Show/object_id/180. Läst 1 december 2017.